# گرفتار (فیلم ۱۳۶۶)
گرفتار فیلمی به کارگردانی منصور تهرانی و نویسندگی ایرج بقایی محصول سال ۱۳۶۶ است.

## خلاصه داستان
در روستایی ساحلی پسرکی به نام قربان زندگی می‌کند...

## بازیگران
- احمد رجبی
- حسین کیقبادی
- اکبر زنجانپور
- سامی تحصنی
- حسین کلامی
- نوری جوادیان
- احمد نصر
- گوهر گلکار
- محمدتقی شریفی
- مسعود طلایی
- نریمان شیری فرد
- موسوی شجاعی
- شاپور بخشایی
- اصغر محمدی
- احمد علیان
- حسین پیکران
- ابراهیم آقاجانی
- کریم نشاط
- صمد بادله
- علیرضا ثانی‌فر
- رضا کرم رضایی